# Импиријал (Мисури)
Импиријал (енгл. Imperial) насељено је место без административног статуса у америчкој савезној држави Мисури.

## Демографија
По попису из 2010. године број становника је 4.709, што је 336 (7,7%) становника више него 2000. године.
| Група             | 2000.         | 2010.         |
| Белци             | 4.242 (97,0%) | 4.547 (96,6%) |
| Афроамериканци    | 6 (0,1%)      | 12 (0,3%)     |
| Азијати           | 15 (0,3%)     | 51 (1,1%)     |
| Хиспаноамериканци | 51 (1,2%)     | 58 (1,2%)     |
| Укупно            | 4.373         | 4.709         |